# Rothenburger Straße 13 (Dobis)

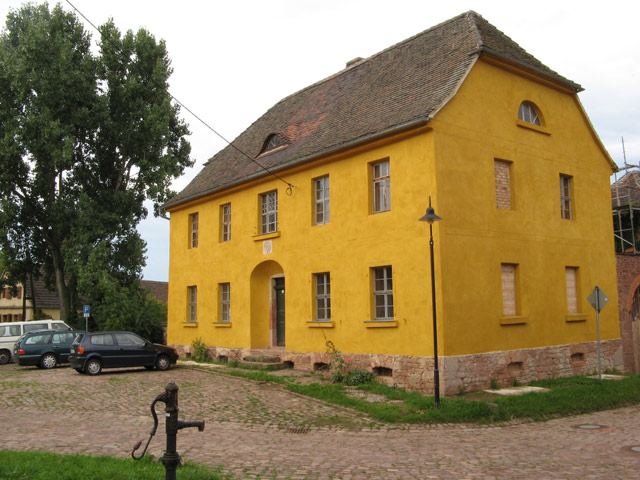
Haus Rothenburger Straße 13, im Jahr 2010

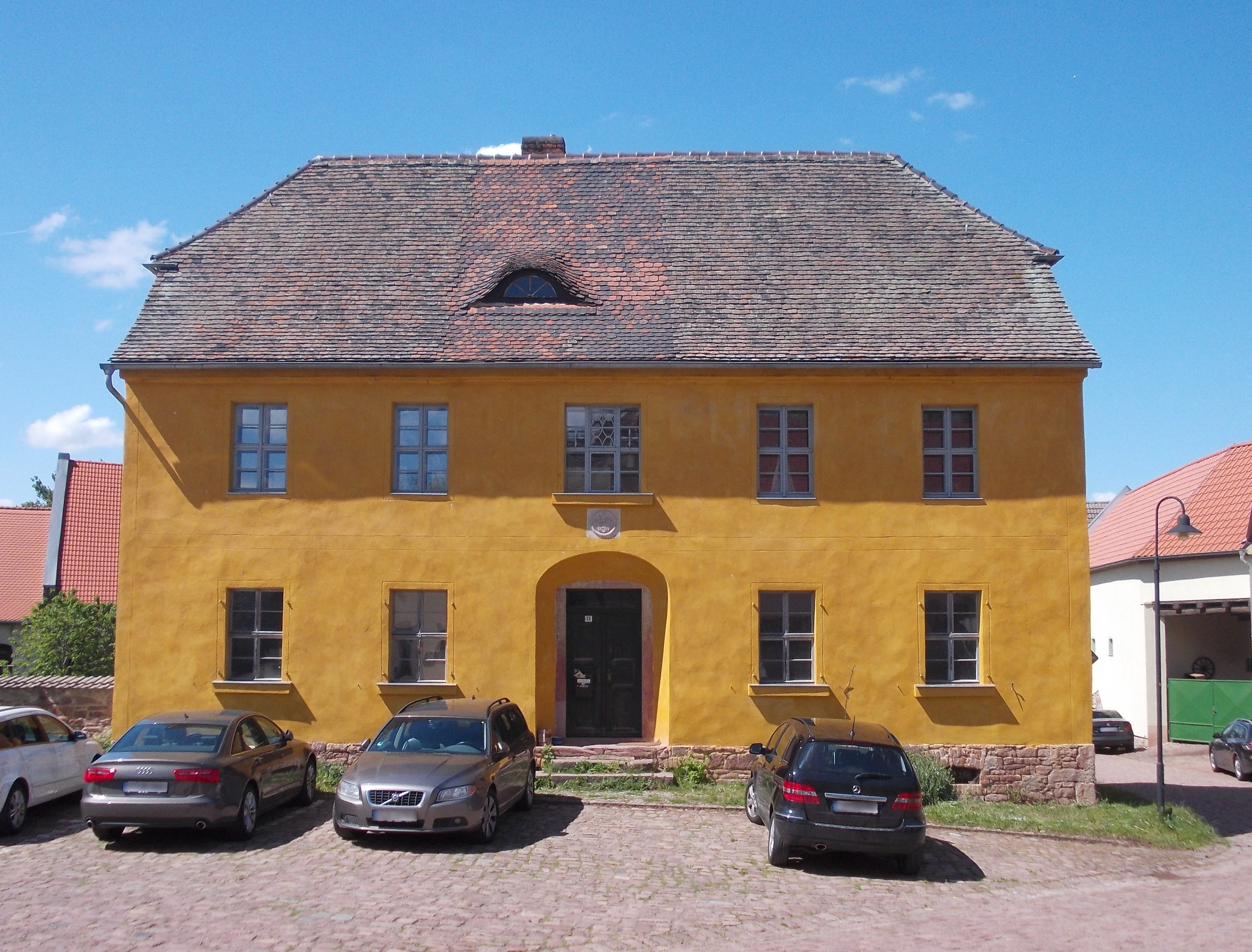
2014

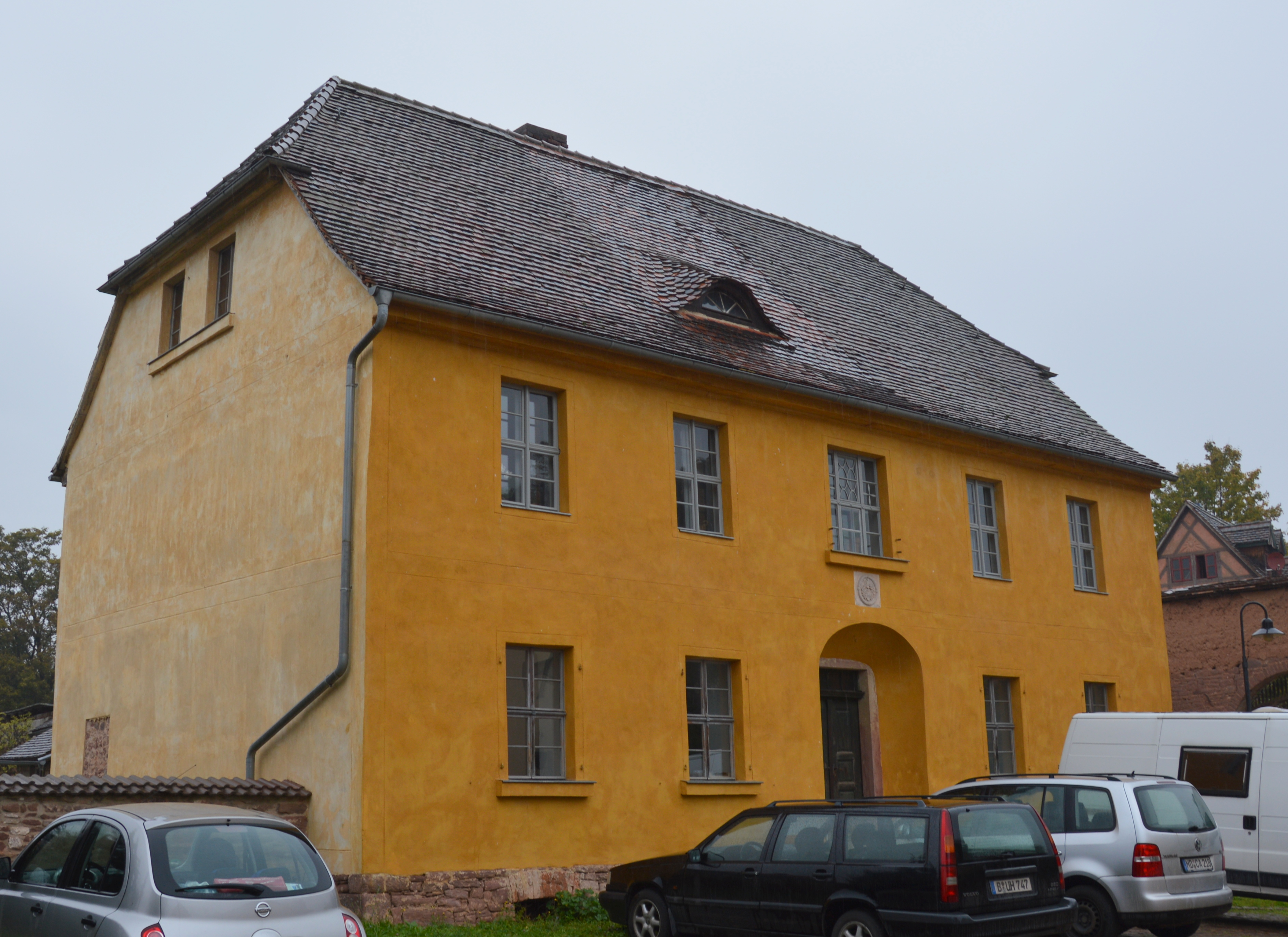
2015

Das Haus Rothenburger Straße 13 ist ein denkmalgeschütztes Gebäude im zur Gemeinde Wettin-Löbejün gehörenden Dorf Dobis in Sachsen-Anhalt.

## Lage
Im Denkmalverzeichnis der Gemeinde Wettin-Löbejün ist das Gebäude, das sich im Ortszentrum von Dobis befindet, unter der Erfassungsnummer 094 55078 als Wohnhaus eingetragen.

## Architektur und Geschichte
Das große zweigeschossige Gebäude entstand vermutlich im 18. Jahrhundert als Herrenhaus. Andere Angaben nennen die erste Hälfte des 19. Jahrhunderts. Im Jahr 1849 erfolgte ein Umbau. Die straßenseitige Fassade ist fünfachsig mit in der Mitte gelegenem Eingang gestaltet. Oberhalb des Portals befindet sich ein Wappenmedaillon mit der Jahreszahl 1837. Bedeckt wird das Haus von einem Krüppelwalmdach. Etwa zum Anfang des 21. Jahrhunderts erfolgte eine Sanierung.